# Teresa Margolles

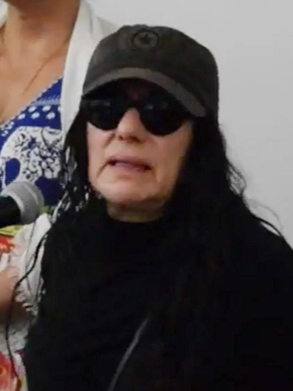
Teresa Margolles im Jahr 2017

Teresa Margolles (* 1963 in Culiacán, Bundesstaat Sinaloa, Mexiko) ist eine mexikanische Künstlerin, die sich insbesondere durch ihre Auseinandersetzung mit dem Tod einen Namen machte. Die studierte Kommunikationswissenschaftlerin hat zudem ein Diplom in Gerichtsmedizin. In ihren Arbeiten verwendet Margolles häufig Materialien, die von Leichen stammen oder mit ihnen in Berührung gekommen sind, wie menschliches Blut oder Wasser von Leichenwaschungen. Margolles lebt und arbeitet in Mexiko-Stadt. 

## Einzelausstellungen (Auszug)
- 2004: Museum für Moderne Kunst, Frankfurt am Main
- 2005: Guggenheim Museum, New York
- 2008: Kunsthalle Krems, Krems
- 2009: Biennale di Venezia (Mexikanischer Pavillon), Venedig
- 2010: Margolies, Teresa. Frontera, Kunsthalle Fridericianum, Kassel
- 2014: Teresa Margolles, Migros Museum für Gegenwartskunst, Zürich[1]